# شهرستان چرمیسینوفسکی
شهرستان چرمیسینوفسکی (به لاتین: Cheremisinovsky District) یک شهرستان در روسیه است که در استان کورسک واقع شده‌است.